# Peckia fulvipes
Peckia fulvipes är en tvåvingeart som först beskrevs av Macquart 1843.  Peckia fulvipes ingår i släktet Peckia och familjen köttflugor.
Artens utbredningsområde är Kuba. Inga underarter finns listade i Catalogue of Life.